# Bonellia thomensis
Bonellia thomensis är en djurart som tillhör fylumet skedmaskar, och som beskrevs av Fischer, W. 1922. Bonellia thomensis ingår i släktet Bonellia och familjen Bonelliidae. Inga underarter finns listade i Catalogue of Life.